# منابع طبیعی ایران

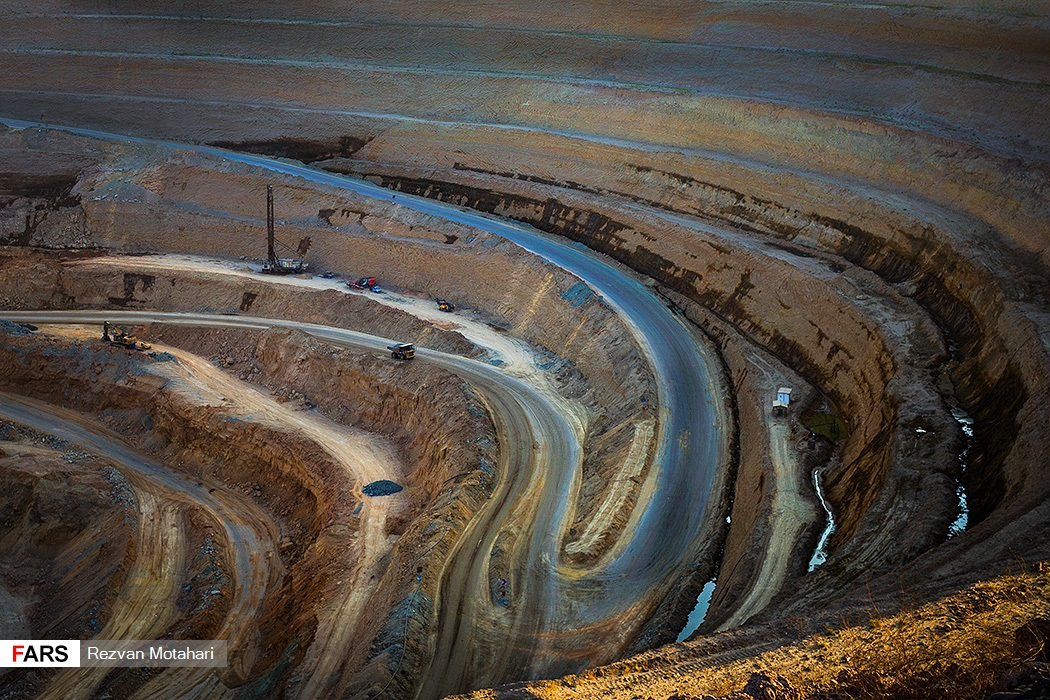
یک معدن سنگ آهن در ایران

منابع طبیعی ایران به طیف گسترده‌ای از منابع طبیعی در کشور ایران اشاره دارد. ایران کشوری است که از میزان بالایی منابع طبیعی برخوردار است که مهم‌ترین این منابع شامل: نفت، گاز طبیعی، زغال‌سنگ، کروم، مس، سنگ آهن، سرب، منگنز، روی و گوگرد می‌باشد. حدود ۱۱ درصد زمین‌های این کشور نیز قابل کشت هستند و محصولات خوراکی فراوانی از این کشور صادر می‌شود. خاک کشاورزی و خاک جنوب این کشور نیز به کشورهای منطقه صادر می‌شود.
ایران با برخورداری از ۶۸ گونه مادهٔ معدنی و شناسایی نزدیک به ۶۰ میلیارد تُن ذخایر معدنی، از دید گوناگونی، میان کشورهای جهان، در جایگاه دهم جدول است و حدود ۷ درصد از ذخایر معدنی کل جهان، در این کشور قرار دارد. مهم‌ترین و شناخته شده‌ترین منابع غیر زیستی ایران شامل: زغال‌سنگ، کروم، مس، سنگ آهن، سرب، منگنز، روی و گوگرد می‌شود. اگرچه معدن فلزات بسیاری در ایران وجود دارد؛ همانند طلا. در دوران جمهوری اسلامی، بهره‌برداری چینی‌ها از حق ماهی‌گیری در آب‌های جنوبی ایران، در عمل، باعث بیکار شدن ماهیگیران منطقه شد و آسیبی شدید به چرخهٔ حیات آبزیان در منطقه، زد. هرچند که حضور آنان، در این دوران تنها در بخش منابع دریایی ایران نبود و در دیگر بخش‌ها نیز، حاضر بوده‌اند.

## منابع زیستی

### آبزیان و دریایی
ایران در بخش آبزیان نیز فعالیت دارد و در سال ۱۳۹۶، خاویار پرورشی این کشور تولیدی نزدیک به پنج تن و صادراتی نزدیک به ۱٫۲ تن داشت. درخواست برای آبزیان این کشور بسیار است و خاویار ایرانی، در خارج از این کشور، قیمت بسیار بالایی دارد. در همان سال، معاون آبزی‌پروری سازمان شیلات ایران اعلام کرد که امسال، نزدیک به پنج تن خاویار پرورشی تولید شده و در برنامه‌ها است که تولید را به ۱۰۰ تن برسانند.
در دوران جمهوری اسلامی، بهره‌برداری چینی‌ها از حق ماهی‌گیری در آب‌های جنوبی ایران، در عمل، باعث بیکار شدن ماهیگیران منطقه شد و آسیبی شدید به چرخهٔ حیات آبزیان در منطقه، زد؛ مسئله‌ای که اعتراض‌های بسیاری را نیز به وجود آورد.

### جنگل‌داری و کشاورزی

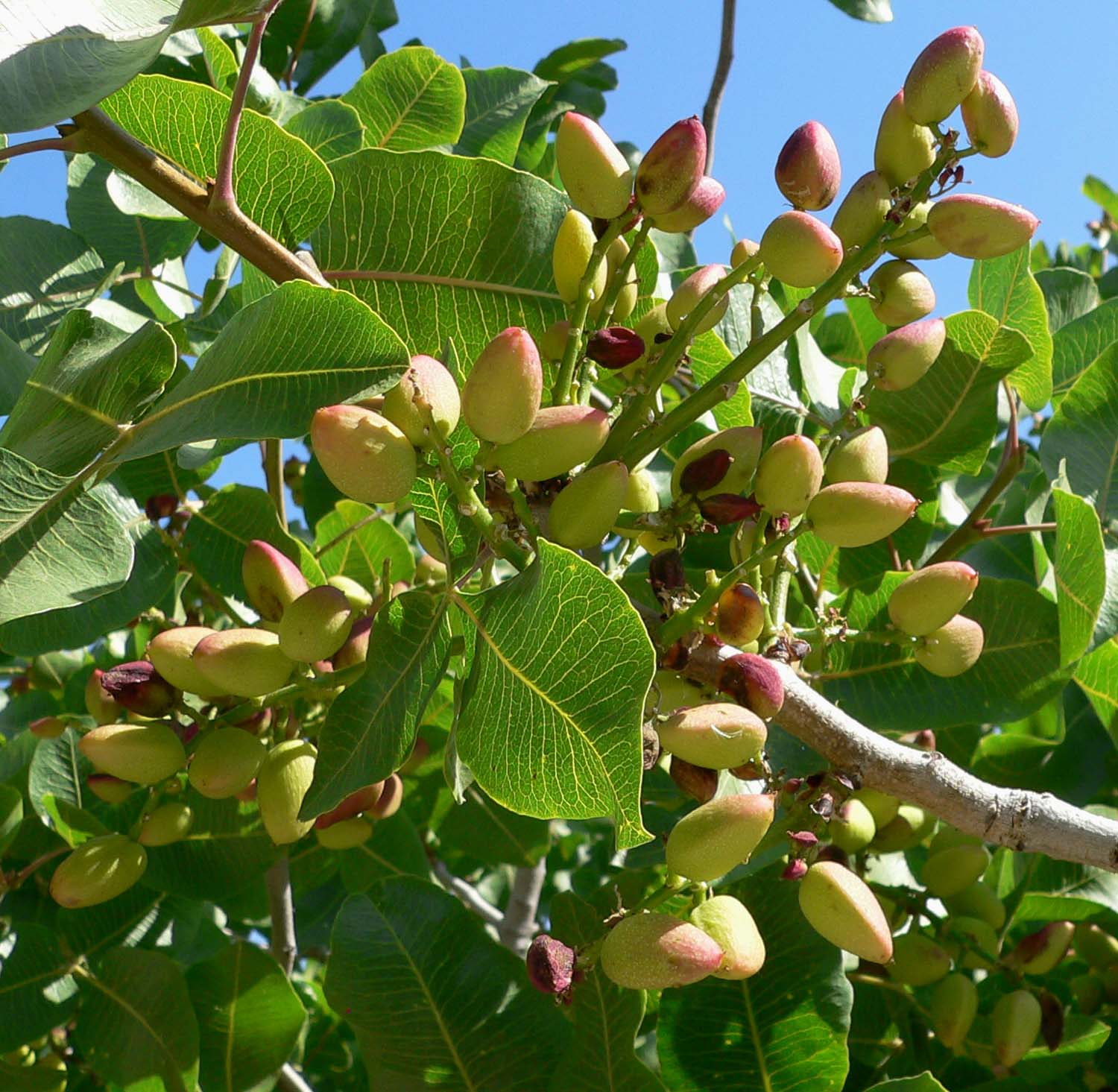
پسته کرمان

ایران از نخستین کشورهایی است که در آن کشاورزی آغاز شده است. تقریباً یک سوم زمین‌های این کشور، قابلیت کشاورزی را دارند، اما به دلیل خاک نامرغوب و نامناسب بودن توزیع آب در بیشتر نواحی تنها در ۱۱٪ از سرزمین ایران کشاورزی می‌شود. محصولات کشاورزی بسیاری از این کشور صادر می‌شوند.
بر پایهٔ گزارشی در سال ۲۰۲۰ میلادی و بر پایهٔ آخرین آمارهای موجود در این سال، سطح جنگل‌های ایران از ۳٫۴ به ۱٫۶ میلیون هکتار کاهش یافته است.

### خاک
در دهه‌های اخیر، خاک ایران نیز به ویژه خاک جنوب ایران، همانند خاک سرخ جزیره هرمز به کشورهای دیگر صادر می‌شود. همچنین خاک کشاورزی این کشور نیز صادر می‌شود که گاهی غیرقانونی خوانده شده است.

### نفت و گاز

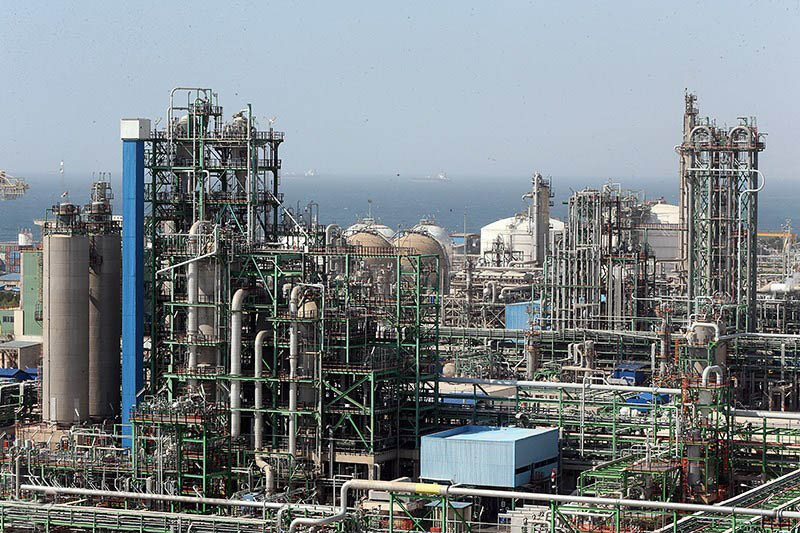
یکی از پتروشیمی‌های عسلویه

صنعت نفت ایران به تنهایی در اقتصاد ایران، عمدهٔ درآمد کشوری را تأمین کرده است و در واقع، بزرگ‌ترین بازوی اقتصادی این کشور است. هم‌اکنون وزارت نفت ایران وظیفه نظارت بر تولید و فروش محصولات هیدروکربونی ایران را برعهده دارد، که از طریق چهار شرکت تابعه خود، این صنعت را راهبری می‌نماید. شرکت ملی نفت ایران به عنوان بزرگ‌ترین زیرمجموعه وزارت نفت، متولی بخش بالادستی صنایع نفت و گاز کشور می‌باشد. این شرکت با در اختیار داشتن شرکت‌های زیرمجموعه، وظیفه تولید نفت خام، گاز طبیعی و میعانات گازی را در کلیه میادین مستقر در ایران، برعهده دارد. شرکت ملی گاز ایران در زمینه توزیع و انتقال گاز طبیعی در مرزهای داخلی کشور فعالیت می‌کند. شرکت ملی صنایع پتروشیمی ایران در زمینه تولید محصولات پتروشیمی فعالیت می‌نماید و شرکت ملی پالایش و پخش فراورده‌های نفتی ایران نیز وظیفه مدیریت بر پالایشگاه‌ها و پالایش فراورده‌های نفتی، سپس توزیع و فروش این محصولات در مرزهای داخلی کشور، از طریق جایگاه‌های سوخت را برعهده دارد.
بر پایهٔ گزارشی در سال ۲۰۲۱، با توجه به تحریم‌ها، جمهوری اسلامی پیشنهاد کرده بود که عربستان نفت ایران را ارزان‌تر از قیمت جهانی آن خریداری و به بازار جهانی عرضه کند.

### زغال‌سنگ
ایران ذخایر زغال‌سنگ قابل توجهی نیز دارد و در سال ۱۳۹۷، رئیس انجمن زغال سنگ ایران اعلام کرد که با توجه به ذخایر مکشوفه زغال سنگ، این کشور تا ۴۰۰ سال آینده زغال سنگ خواهد داشت. وی همچنین اعلام داشت که چین و هندوستان برای عقد قراردادهای طولانی مدت با ایران اقدام کردند.

## منابع غیر زیستی
مهم‌ترین و شناخته شده‌ترین منابع غیر زیستی ایران شامل: زغال‌سنگ، کروم، مس، سنگ آهن، سرب، منگنز، روی و گوگرد می‌شود. اگرچه معدن فلزات بسیاری در ایران وجود دارد.
ایران با برخورداری از ۶۸ گونه مادهٔ معدنی و شناسایی نزدیک به ۶۰ میلیارد تُن ذخایر معدنی، از دید گوناگونی، میان کشورهای جهان، در جایگاه دهم جدول قرار دارد و حدود ۷ درصد از ذخایر معدنی کل جهان، در این کشور قرار دارد.
ذخیرهٔ قطعی طلای موجود در معادن ایران هم ۲۵۰ تن اعلام شده است؛ این ذخایر، پیشتر از سوی بخش‌های دولتی ایران، خصوصی و سرمایه‌گذاران خارجی استخراج می‌شده‌اند.
بنا بر گزارشی در فروردین ۱۴۰۰، چینی‌ها، در معادن ایران مشغول فعالیت بوده‌اند. دبیرکل خانهٔ صنعت معدن تهران، با اعلام اینکه چینی‌ها، مدت‌هاست که در معادن طلای ایران، حضور دارند، افزود که حضور چینی‌ها در معدن‌های ایران، حتی معادن طلای این کشور، بخشی از قرارداد ۲۵ ساله ایران و چین بوده است. بهرام شکوری، رئیس کمیسیون معادن اتاق بازرگانی ایران نیز گفت که از جزئیات قرارداد ۲۵ ساله کشورش با چین، به بخش خصوصی ایران، اطلاعاتی نداده‌اند و در ادامه، افزود: «اگر قرار است مانند قبل، چینی‌ها از معادن طلا بهره‌برداری کنند، فقط بخش دولتی از جزئیاتش مطلع است». بنابر گزارشی، حداقل، شش پروژهٔ بزرگ معدن‌های ایران، در سال ۱۳۹۴ به شرکت‌های چینی معرفی گردید. پیش از این هم مسعود خوانساری، رئیس اتاق بازرگانی تهران، در تأیید پیمان همکاری ایران و چین، معادن کشورش را «بی‌شمار و نیازمند سرمایه‌گذاری خارجی» اعلام کرده‌بود.
در تیر ۱۴۰۰ استاندار آذربایجان شرقی از برداشت غیرمجاز از معدن طلای اندریان خبر داد.
در ژوئیهٔ ۲۰۲۱، اعلام شد که «ذخایر سنگ‌آهن ایران تا ۲۰ سال دیگر به پایان می‌رسد». بر پایهٔ آمار پخش‌شدهٔ دیوان محاسبات کشور در پایان فروردین، اگر تولید قطعی ۵۵ میلیون تن در سال در دست انجام قرار گیرد، ذخیرهٔ سنگ‌آهن ایران، تنها پاسخ‌گوی ۱۴ سال پس از افق چشم‌انداز ۱۴۰۴ است؛ اما در صورتی که تولید در نزدیکی ۴۵ میلیون تن جایگزین طرح پیشین شود، این ذخیره‌های سنگ‌آهن ایران، میان ۱۷ تا ۱۹ سال دوام می‌آورند.